# Sanpete County
Sanpete County je okres ve státě Utah v USA. K roku 2010 zde žilo 27 822 obyvatel. Správním městem okresu je Manti. Celková rozloha okresu činí 4 151 km².